# Юнусметов, Рашид Садуллаевич
Рашид Садуллаевич Юнусметов (род. 9 июля 1979 года) — казахский стрелок, призёр Азиатских игр, участник Олимпийских игр 2008 и 2016 годов.

## Карьера
Рашид Юнусметов начал свою карьеру в 2000 году. За годы карьеры завоевал пять медалей кубка мира по стрельбе, в том числе выиграв в 2009 году этап кубка мира в Пекине в стрельбе из пистолета на пятидесятиметровой дистанции.
В 2005 году Юнусметов стал чемпионом Азии в стрельбе из пневматического пистолета, а ещё через год завоевал серебро Азиады в стрельбе из пистолета на 50 метров.
В 2008 году выступал на Олимпиаде в Пекине. В стрельбе из пневматического пистолета он набрал 578 очков, заняв 20-е место в трёх очках позади участников, пробившихся в финал. В стрельбе на 50 метров казахский стрелок выбил в квалификационном раунде 555 очков, что принесло ему 17-е место.
После Олимпиады Юнусметов завоевал вторую в карьере медаль чемпионата Азии, завоевав в Дохе серебро в стрельбе из пневматического пистолета.